# Katemari Diogo da Rosa
Katemari Diogo da Rosa (Porto Alegre, 16 de outubro de 1978) é uma física brasileira, professora da Universidade Federal da Bahia (UFBA) e indicada ao Prêmio “Sim à Igualdade Racial”, na categoria “Intelectualidade negra”, no ano de 2020.

## Carreira
Katemari é graduada em Física pela Universidade Federal do Rio Grande do Sul, mestra em Ensino, Filosofia e História das Ciências pela Universidade Federal da Bahia e doutora em Science Education pela Columbia University.
Seus trabalhos envolvem a pesquisa e a prática em ensino de física, formação de educadores, física nas séries iniciais e discussões que envolvem as interseccionalidades de gênero, sexualidades, raça, etnia e status socioeconômico na construção e no ensino das ciências, a partir de referenciais teóricos feministas, pós críticos e decoloniais.  
Katemari é professora adjunta na UFBA e coordena vários projetos, como o:  “Contando nossa história: Negras e Negros nas Ciências, Tecnologias e Engenharias no Brasil” que visa mapear cientistas negras e negros no país. Ela foi  coordenadora de área do PIBID física que: “tem o objetivo de contribuir para a formação de estudantes de licenciatura em física da UFBA”  (2018-2022) e atua na gestão acadêmica como Coordenadora de Programas e Projetos na Pró-Reitoria de Extensão da UFBA. Além disso, faz parte da Sociedade Brasileira de Física, é sócia da American Physical Society e da American Association of Physics Teachers na qual integra o Committee for International Physics Education. Além disso, a pesquisadora é membro da National Organization of Gay and Lesbian Scientists and Technical Professionals (NOGLSTP) e da Associação Brasileira de Pesquisadoras/es Negras/os (ABPN).

## Prêmios
- 2020 - Prêmio “Sim à Igualdade Racial”, na categoria “Intelectualidade negra”, voltada para premiar grandes pensadores, escritores, doutores e notórios estudiosos negros e indígenas sobre a temática racial.[1]